# Nicola Canali
San Nicola Canali (Rieti, 6 de junio de 1874 - Ciudad del Vaticano, 3 de agosto de 1961) fue un cardenal italiano de la Iglesia católica. Se desempeñó como presidente de la Comisión Pontificia para la Ciudad del Vaticano desde 1939 y como Penitenciario Mayor desde 1941 hasta su muerte. Fue elevado al cardenalato en 1935 y fue también gran maestre de la orden del Santo Sepulcro de Jerusalén.

## Biografía
Nicola Canali nació en Rieti, hijo del marqués Filippo Canali y de la condesa Leonetta Vincentini. Después de estudiar en la Pontificia Universidad Gregoriana y en la Angelicum en Roma, fue ordenado al sacerdocio el 31 de marzo de 1900 en la Basílica de Letrán. El 1 de septiembre de 1903, Canali fue nombrado secretario privado del cardenal Rafael Merry del Val y entró en la Curia Romana, en la Secretaría de Estado de la Santa Sede. Fue elevado al rango de Prelado Privado de Su Santidad en noviembre de ese mismo año. 
El 21 de marzo de 1908, Monseñor Canali fue nombrado sustituto del Secretario de Estado. Fue nombrado prelado doméstico de Su Santidad el 23 de marzo, y más tarde secretario de la Sagrada Congregación de ceremonias el 24 de septiembre de 1914. Como secretario, se desempeñó como el segundo funcionario más alto de ese dicasterio, sucesivamente bajo el período de los cardenales Serafino Vannutelli y Vicenzo Vannutelli. Canali fue nombrado asesor del Santo Oficio el 27 de junio de 1926, y protonotario apostólico el 15 de septiembre. 
El papa Pío XI lo creó cardenal diácono de S. Nicola en Carcere en el consistorio del 16 de diciembre de 1935. Canali fue uno de los cardenales electores en el cónclave de 1939 que eligió a Pío XII, quien lo nombró presidente de la Comisión Pontificia para la Ciudad del Vaticano el 20 de marzo de 1939. Creado Penitenciario Mayor, el 15 de octubre de 1941, el Cardenal fue nombrado Pro-Presidente de la Administración del Patrimonio de la Sede Apostólica en 1951 (quedando en ese puesto hasta su muerte), y participó en el cónclave papal de 1958, que resultó en la elección del papa Juan XXIII. En virtud de su cargo de cardenal protodiácono, anunció la elección de Juan XXIII y luego lo coronó el 4 de noviembre de 1958. 
Canali se hizo protector de la Orden del Santo Sepulcro el 16 de julio de 1940, y más tarde su Gran Maestre el 26 de diciembre de 1949.
En el mismo año, cuando Acción Católica pidió permiso "para vender souvenirs en la plaza de San Pedro", Canali se negó y dijo que "San Pedro es una casa de oración". Esto siguió a un caso de hurto en la Plaza de San Pedro, y la posterior prohibición a todos los vendedores, fotógrafos y mendigos.
Canali murió de neumonía en su apartamento en la Ciudad del Vaticano, a los 87 años. Está enterrado en la iglesia de S. Onofrio al Gianicolo, en Roma. Fue el último cardenal no-obispo en morir antes de que Juan XXIII publicara el 15 de abril de 1962, el motu proprio Cum gravissima, que estipulaba que a partir de entonces todos los cardenales debían recibir la consagración episcopal. Pero él no ha sido el último cardenal no-obispo, ya que por una dispensa muy pocos, como Avery Dulles, han saltado esta regla.

## Sitios Externos
- Cardenales de la Santa Iglesia Romana
- Catholic-Hierarchy

| Predecesor: -                       | Gobernador de la Ciudad del Vaticano 20 de marzo de 1939 - 3 de agosto de 1961 | Sucesor: Alberto di Jorio (pro-gobernador) |
| Predecesor: Pío XII                 | Gran Maestre de la Orden Ecuestre del Santo Sepulcro de Jerusalén 1949 - 1960  | Sucesor: Eugène Tisserant                  |
| Predecesor: Camilo Caccia-Dominioni | Cardenal protodiácono 12 de noviembre de 1946 - 3 de agosto de 1961            | Sucesor: Alfredo Ottaviani                 |

- Datos: Q641939
- Multimedia: Nicola Canali / Q641939